# Miguel Cocchiola
Michele Cocchiola  (n. el 2 de mayo de 1953 en Avellino, Italia) es un político y empresario italo-venezolano, ex alcalde del Municipio Valencia. Cocchiola fue además diputado a la Asamblea Nacional de Venezuela entre 2011 y 2013.

## Inicios
Radicado en Venezuela desde los cinco años de edad administró la empresa familiar «Maderas Imeca» hasta 2006, cuando entregó la administración a sus hijos.  Ese año se dedicó a una serie de programas de formación técnica: Madera para un Buen Ciudadano, y las Casas Sociales de Miguel Cocchiola. Además, promovió la campaña ecológica Valencia 100% limpia y creó en el año 2005 una organización política denominada «Por Un Mejor Vivir», actualmente acompaña los ideales de una nueva organización política en el estado Carabobo llamada Partido Progreso.
Cocchiola también ha sido presidente del Club Italo Venezolano, y ha sido condecorado con el Botón de Honor del Comando Regional Nro.2 de la Guardia Nacional, Sol de Carabobo en grado Gran Oficial de la Gobernación de Carabobo, Orden en 1.ª Clase de la Cámara de Comercio, y la orden Arturo Michelena de la Alcaldía de Valencia.

## Carrera política
Cocchiola participó en las elecciones regionales de 2008 como el principal candidato opositor a la alcaldía de Valencia, contando con el apoyo de la mayoría de los partidos de la Mesa de la Unidad; sin embargo, Proyecto Venezuela, el principal partido opositor carabobeño, decidió postular a Dahyana Padrón con el apoyo de COPEI. Finalmente, Cocchiola obtuvo 119.431 votos, quedando a menos de seis mil votos de diferencia del candidato psuvista Edgardo Parra, quien resultó elegido; analistas políticos acusarían a la abanderada de Proyecto Venezuela de haber dispersado el voto opositor, alegando que los más de 37 mil votos que Padrón consiguió hubieran sido suficientes para que Cocchiola superase a Parra.
En las elecciones parlamentarias de 2010, volvió a presentarse como candidato, esta vez aspirando a ocupar el cargo de diputado del circuito N.° 3 de Carabobo, que comprendía los municipios Naguanagua, San Diego y cinco parroquias norteñas del Municipio Valencia. Al igual que la última elección, Cocchiola fue incapaz de lograr una candidatura opositora única, ya que los partidos Acción Democrática y Proyecto Venezuela postularon sus propios candidatos para el tercer circuito, apodado el «circuito papaya (fácil)», debido a la alta probabilidad de victoria opositora en el mismo. Sin embargo, a diferencia de las elecciones de 2008, las fuerzas opositoras decidieron realizar elecciones primarias, y de esta manera, el 25 de abril de 2010, Cocchiola consiguió la victoria con el 62.81% de los votos válidos. Poco después renunció a su nacionalidad italiana, alegando que había sido alertado que supuestamente el Tribunal Supremo de Justicia planeaba inhabilitarlo por tener doble nacionalidad. El 26 de septiembre de 2010, Miguel Cocchiola obtuvo el 74 % de los votos, derrotando a la candidata psuvista Laura Franco, que solamente obtuvo 24 %.

### Labor como diputado
Poco después de juramentarse como diputado en enero de 2011, Cocchiola se unió al Bloque de Opinión Independiente, presidido por María Corina Machado, aunque sigue siendo parte del bloque opositor dentro de la Asamblea Nacional. Cocchiola había declarado unos días antes:

Yo soy un hombre independiente, así como los otros diputados que decidimos crear ese bloque, y todos reconocemos la enorme labor que han hecho los partidos políticos en recuperar la confianza de la gente, por eso, respetamos tanto, que no pretendemos robarles espacios, y al contrario seguiremos siendo independientes y orientados al mundo civil.

En su campaña aclaró que entre los principales puntos de su agenda legislativa estaría la aprobación de la «Ley del Primer Empleo» para incentivar la contratación de jóvenes sin experiencia; y la «Ley de los Candados Fiscales», para «cerrar la exagerada entrega de dinero» que a su juicio realiza el presidente Hugo Chávez a países con gobiernos de ideología símil al suyo. Además, plantea reformar la «Ley Desarme» para acabar con la "anarquía armamentista que rodea las comunidades y ciudades del país". Así mismo ha prometido apobar leyes que beneficien a las madres solteras y la entrega de títulos inmobiliarios a familias pobres.
Al inicio de su período, Cocchiola pasó a integrar la Comisión Permanente de Desarrollo Integral en la Asamblea Nacional. El diputado criticó el hecho de que la presidencia de la comisión de contraloría no haya sido entregada a la oposición venezolana, además declaró:

Es claro que al otorgarle a la Mesa de la Unidad comisiones como familia, ambiente, y otras por ese estilo, los diputados oficialistas, piensan que evitarán que se investigue casos como la comida podrida de PDVAL, o la entrega de dineros y armas, a otras naciones, pero eso no lo lograrán.

### Alcalde de Valencia
El 7 de noviembre de 2011, Cocchiola anunció que fue seleccionado el candidato opositor para la Alcaldía de Valencia en las elecciones municipales de 2013, esta vez con el apoyo de Proyecto Venezuela resultando electo el 8 de diciembre de 2013. Cocchiola tuvo la tarea de administrar la tercera ciudad más grande del país en el transcurso de la crisis política y socioeconómica venezolana. En agosto de 2016, el Concejo Municipal valenciano, de mayoría chavista pero que contó con el apoyo de los concejales opositores, inició una investigación contra Cocchiola por presuntos hechos de corrupción en el manejo del aseo urbano.
Durante su gestión, uno de los principales problemas de la ciudad fue la acumulación de basura en las calles, y la falta de camiones en funcionamiento para recogerla, reconociendo esto apenas cuando finalizaba su mandato en 2017. Además, la policía municipal no contaba con suficientes patrullas operativas. Cocchiola, a pesar de tener una popularidad considerablemente baja, optó por la reelección a la alcaldía, perdiendo ante el oficialista Alejandro Marvez quien consiguió el 70 % de votos, quedando en el tercer lugar con sólo 9 % de votos tras Marvez y el diputado Carlos Lozano quien alcanzó el 20 %, siendo una de las mayores derrotas para un alcalde en el cargo.